# Käke

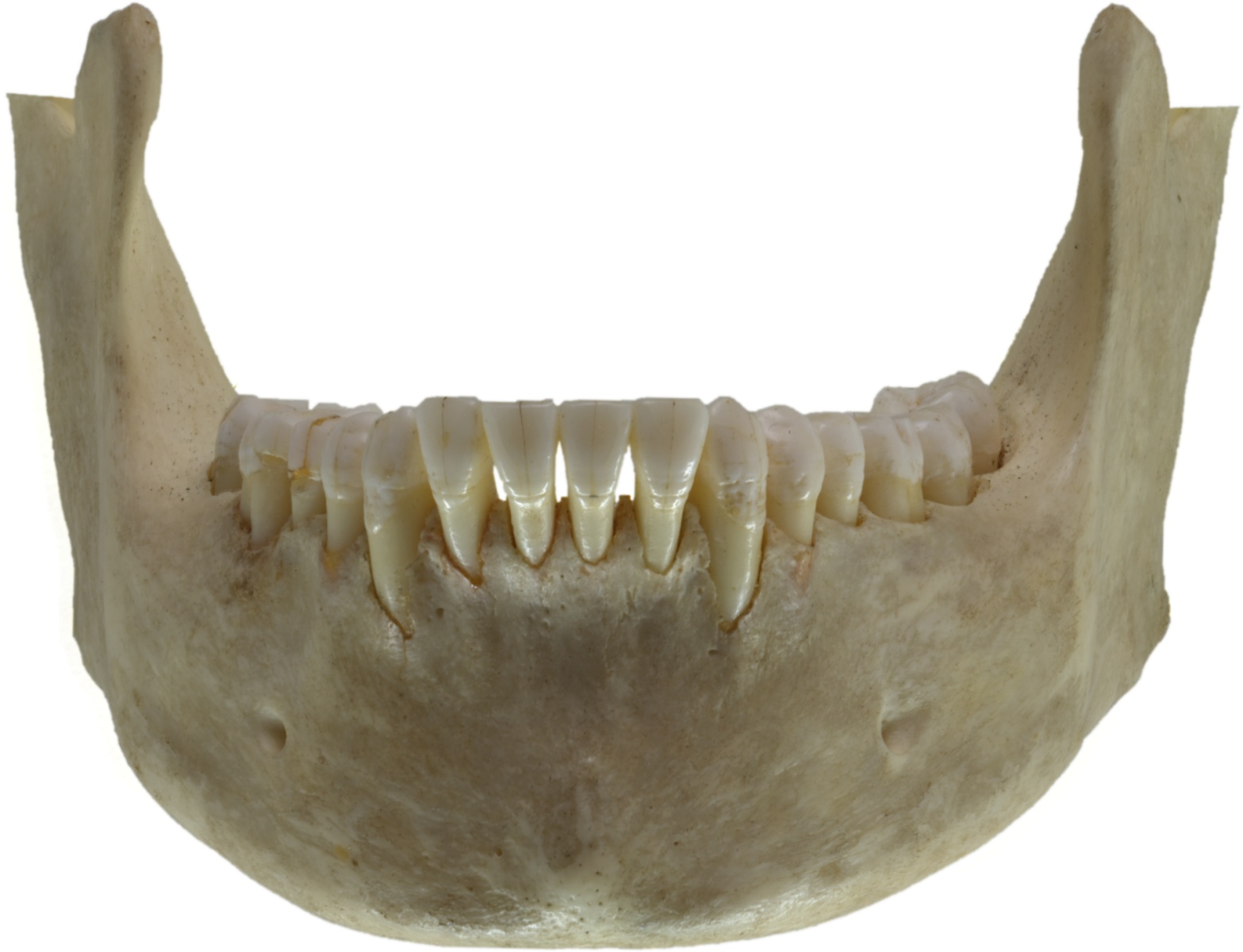
En människokäke sedd framifrån

Käke är endera av de två delar av ryggradsdjurens skelett som begränsar munhålan upptill och nedtill och där tänderna sitter. Underkäken är rörlig medelst en led och överkäken är en del av kraniet.
Hos de flesta ryggradsdjur är käkarna beniga eller broskiga och möter varandra lodrätt. Hos leddjuren består käkarna av kitin och möts vågrätt. Käkarnas funktion är huvudsakligen för infångst av föda, förandet av födan till munnen, och/eller förberedande behandling (mastikation eller tuggning).
Hos ryggradsdjuren är underkäken eller mandibeln den rörliga komponenten. Den är ledad i sina bakre utskott eller rami (singular ramus), i närheten av skallens tinning. När ordet käke används i singular avses ofta underkäken. Överkäken eller maxillan är mer eller mindre fast ansluten till skallen och består av två hopfogade ben, maxillor. Om maxillorna och närliggande strukturer inte blir fullständigt hopfogade uppstår käkspalt. Maxillorna bildar delar av den hårda gommen och 'golvet' i näshåligheten. Käkarna brukar vanligtvis hysa tänderna eller bildar basen till vilken en näbb är ansluten.
Ryggradsdjurens käkar uppstod under silurperioden och förekom då hos plakoderma fiskar som diversifierades ytterligare i devonperioden. Käkar tros ha uppstått från strupbågar som stöder fiskarnas gälar. Det förmodas att den ursprungliga fördelen med att ha käkar inte hade med ätning att göra, utan att respirationen blev mer effektivt. Käkarna användes för att pumpa vatten genom gälarna (detta kan observeras hos fiskar, och groddjur gör en liknande pumpande rörelse för att föra in luft till sina primitiva lungor. Över evolutionära tidsskalor selekterades det (för ryggradsdjur) mer bekanta bruket som ätorgan, och detta blev en väldigt viktig funktion.
Hos kräldjuren består underkäken av fem ben. Under däggdjurens evolution minskade fyra av dessa ben i storlek och införlivades i örat. I sin förminskade form kallas de för hammaren och städet; tillsammans med stigbygeln bildar dessa hörselbenen. Denna anpassning är fördelaktig inte bara därför att en en-benskäke är starkare, men också därför att hammaren och städet förbättrar hörseln.